# Juryj Holub
Juryj Aljaksandrawitsch Holub (belarussisch Юрый Аляксандравіч Голуб, * 16. April 1996 in Hlusk) ist ein sehbehinderter Langläufer und Biathlet aus Belarus.

## Karriere
Er gab sein paralympisches Debüt während der Winter-Paralympics 2018 und gewann mit Hilfe seines sehenden Guides Dzmitry Budzilovich beim Biathlon Gold über 12,5 km, Silbermedaillen beim 7,5-km-Biathlon und beim 20-km-Langlauf sowie Bronze über 10 km klassisch.
Er gewann Goldmedaillen über 6 km Biathlon und 10 km Biathlon bei den Para-Schneesport-Weltmeisterschaften 2021 in Lillehammer, Norwegen. Im Skilanglauf gewann er die Bronzemedaille über 12,5 km.